# James Duddridge

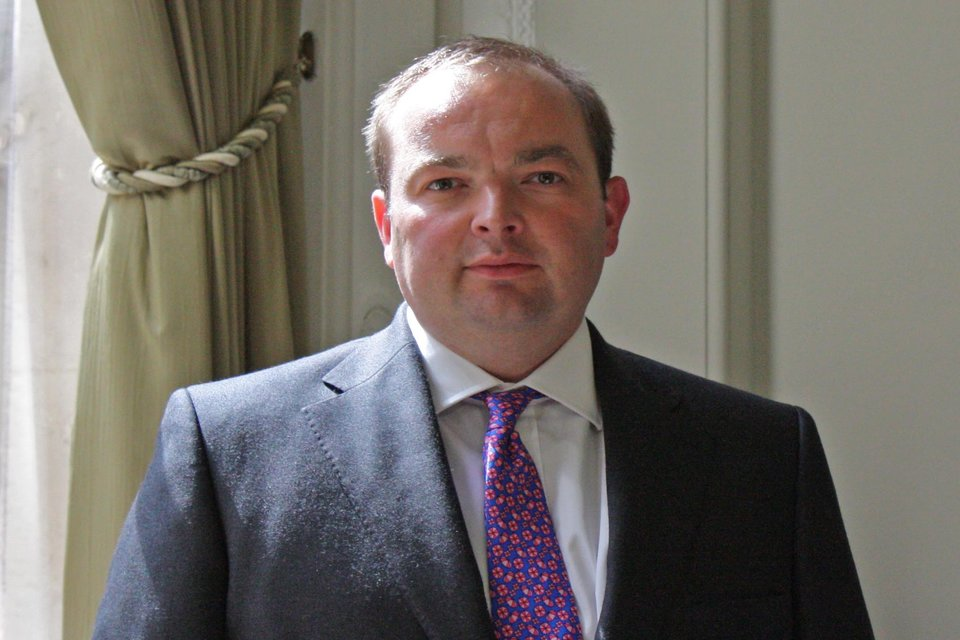

James Duddridge, MP (Bristol, 26 augustus 1971) is een Brits politicus van de Conservative Party.
Sinds 2005 is hij parlementslid voor het district Rochford en Southend East en sinds 11 augustus 2014 viceminister (Parliamentary Under-Secretary of State) van Buitenlandse Zaken.